# Botschaft der Vereinigten Staaten in Havanna

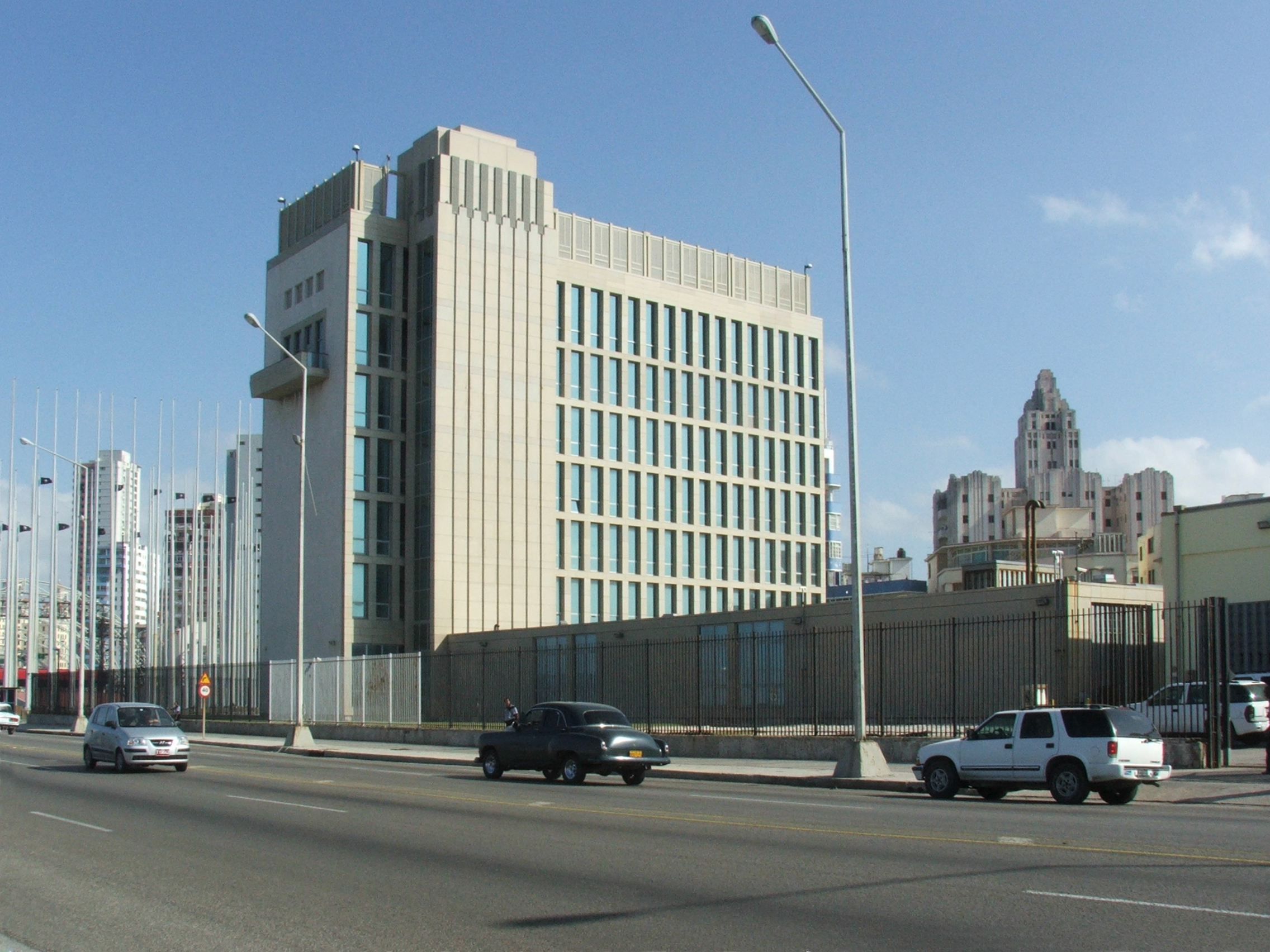
Botschaftsgebäude, Rückseite, 2009

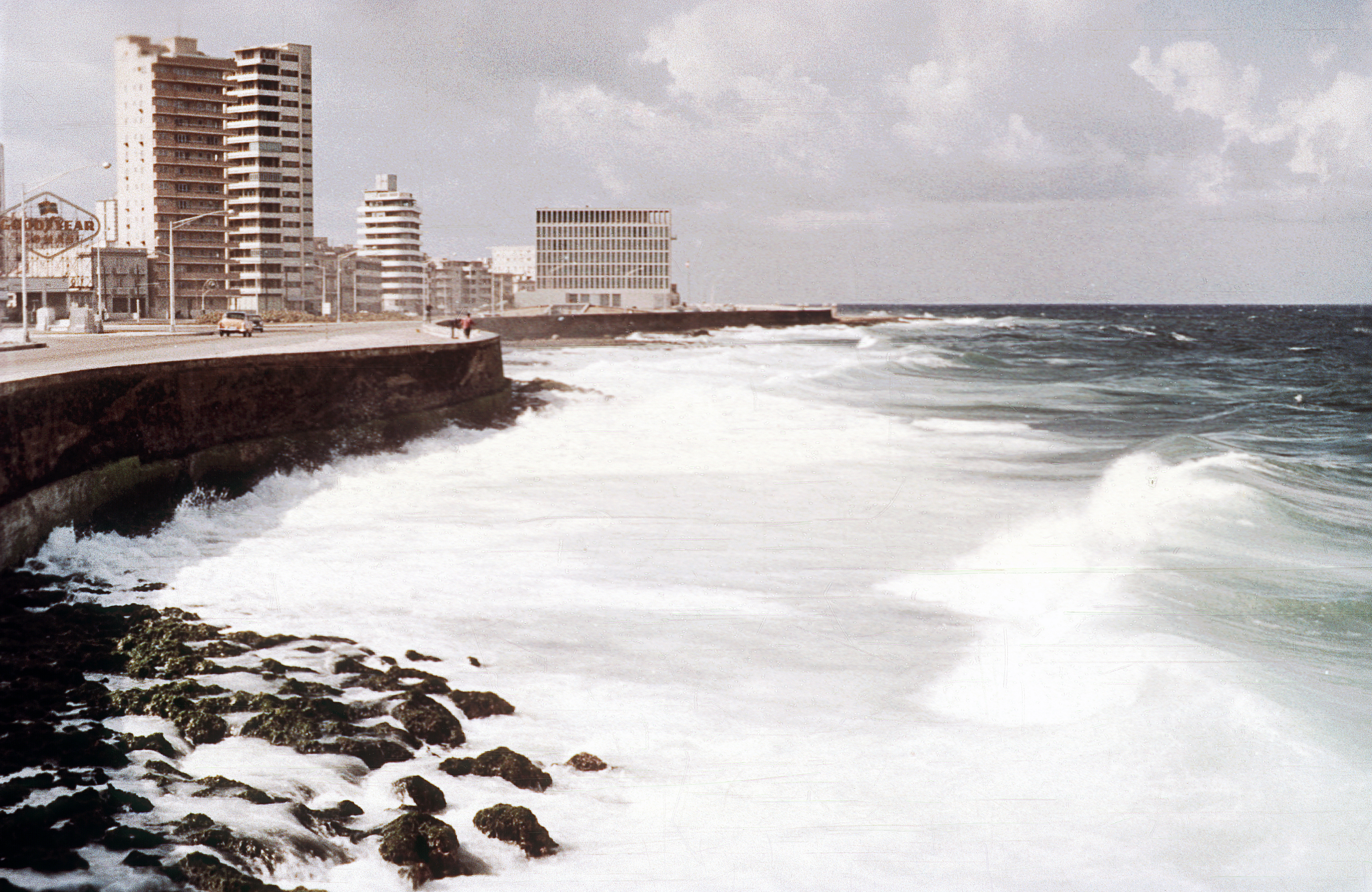
Vorderansicht, 1973 (United States Interests Section in Havana)

Die Botschaft der Vereinigten Staaten in Havanna (englisch Embassy of the United States of America in Havana, spanisch Embajada de los Estados Unidos de América en La Habana) ist die diplomatische Vertretung der USA in Kubas Hauptstadt Havanna. Das sechsstöckige Gebäude aus den Jahren 1950/52 liegt an exponierter Stelle im Stadtteil Vedado zwischen der Küstenstraße Malecón im Norden, der Calzada im Süden sowie den Straßen L im Westen und M im Osten. Chef der Mission als Geschäftsträger ist Benjamin G. Ziff. Einen offiziellen Botschafter gibt es derzeit nicht.
Nach dem Abbruch der diplomatischen Beziehungen zwischen Kuba und den USA 1961 vertrat die Schweiz als Schutzmacht die Interessen der USA in Kuba. 1977 wurde das Gebäude wieder von US-Diplomaten bezogen und diente seitdem als Sitz der Interessensvertretung. Am 20. Juli 2015 teilten Raúl Castro und Barack Obama mit, dass Kuba und die USA wieder diplomatische Beziehungen aufnehmen und Botschaften im jeweils anderen Staat eröffnen würden. Das Gebäude ist repräsentativ und gilt als einflussreich für die lateinamerikanische Moderne ebenso wie für die Arbeit renommierter nordamerikanischer Architekturbüros der 1950er Jahre.

## Geschichte

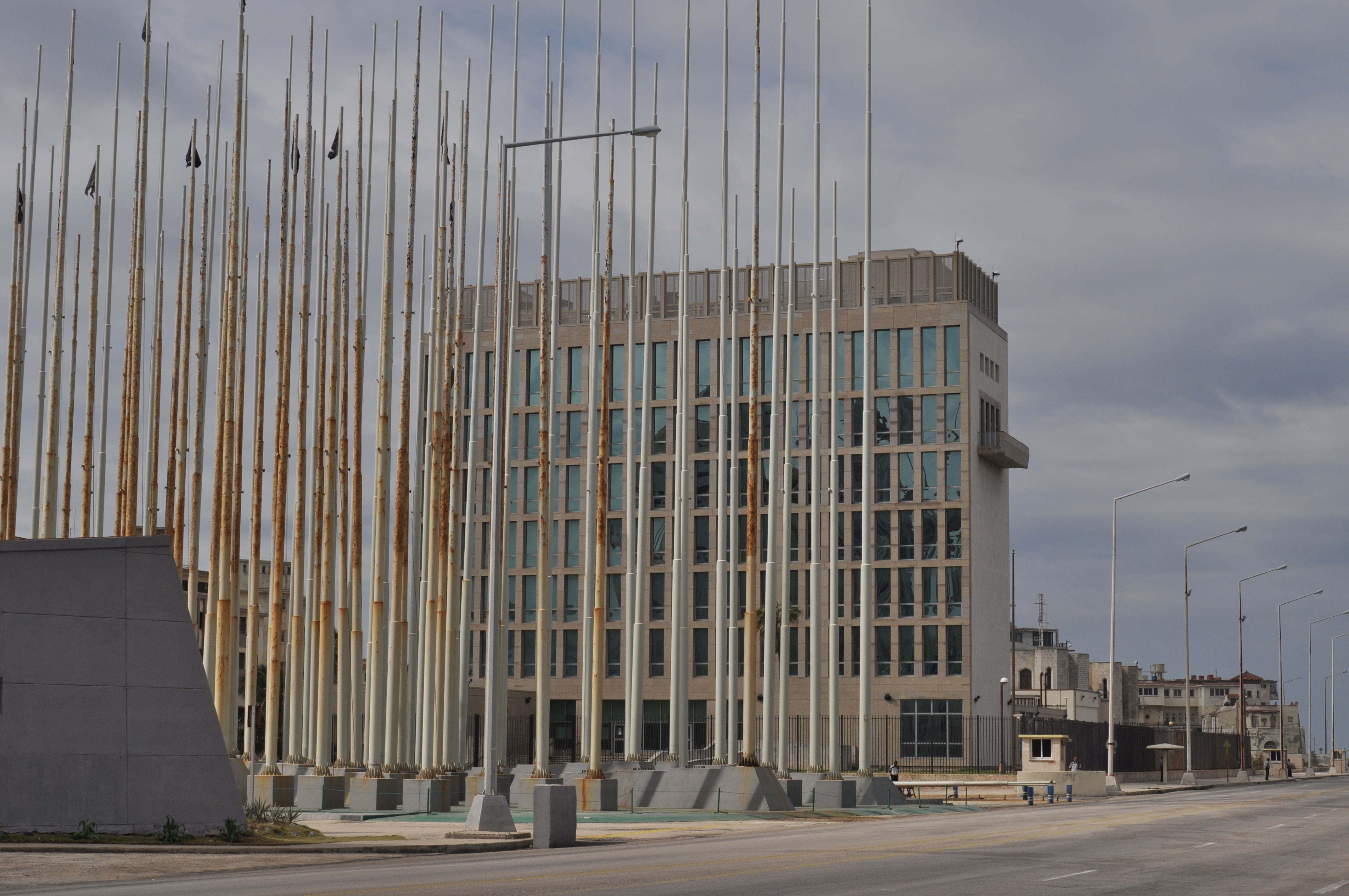
Leere Fahnenmasten des „Monte de las Banderas“, im Hintergrund das Botschaftsgebäude, 2010

Die im Spanisch-Amerikanischen Krieg 1898 auf Kuba stationierten amerikanischen Truppen zogen sich 1901 nach Verabschiedung des Platt Amendment zurück und ermöglichten erste diplomatische Kontakte, nachdem es zuvor bereits Handelsbeziehungen zwischen den beiden Ländern gegeben hatte. Die erste diplomatische Vertretung wurde 1902 eingerichtet, der erste Botschafter war der Kanadier Herbert G. Squiers (1859–1911). Ab 1916 residierte der Botschafter in einem eigenen Gebäude in Havanna, allerdings verschlechterte sich dort die Nachbarschaft zusehends und man entschied, 1928 in ein angeseheneres Viertel zur Miete umzuziehen.
Das heutige Botschaftsgebäude wurde in den Jahren 1950–52 an der Küstenstraße Malecón errichtet. Von der kubanischen Regierung wurde der Bauplatz ausgewählt und der amerikanischen Botschaft angeboten. Die Gegend entlang der Malecón war damals noch weitgehend unbebaut und galt als prosperierend.
Nach der Kuba-Krise 1962 und dem Abbruch der diplomatischen Beziehungen 1963 ließ Fidel Castro das Gebäude konfiszieren. Erst nach der Annäherung der beiden Staaten während der Präsidentschaft von Jimmy Carter wurde es 1977 wieder eröffnet und war fortan Sitz der US-Interessenvertretung (offiziell: U.S. Interests Section of the Swiss Embassy in Havana). Mit dem sukzessiven Abbau der diplomatischen Spannungen nahm die Bedeutung der Auslandsvertretung in gleichem Maße zu. Die Bush-Ära bedeutete zunächst wieder einen Rückschritt. Es wurde weithin sichtbare Leuchtschrift in den oberen Stockwerken installiert um die kubanische Bevölkerung mit Nachrichten aus amerikanischer Perspektive zu versorgen. Von kubanischer Seite wurde als Antwort darauf ein Wald von Fahnenmasten mit Schwarzen Flaggen („Monte de las Banderas“) vor dem Gebäude installiert, mit dem Zweck, die Sicht auf die Schrift zu verdecken. Diese Fahnenmasten sind heute noch zu sehen.
Am 17. Dezember 2014 verkündete Präsident Barack Obama die Absicht, wieder diplomatische Beziehungen zu Kuba aufzunehmen. Die Leuchtschrift wurde abgestellt und die kubanische Regierung entfernte daraufhin auch die Fahnen. Nach sechsmonatigen Verhandlungen konnten die beiden Nationen am 20. Juli 2015 offiziell ihre diplomatischen Beziehungen erneuern. Die Botschaftstätigkeit wurde am 14. August wieder aufgenommen. Jedoch gibt es weiterhin keinen offiziellen Botschafter. Am 27. September 2016 schlug der scheidende Präsident Obama den bisherigen Geschäftsträger Jeffrey DeLaurentis
als neuen Botschafter, dem ersten seit 1961, vor. Die Bestätigung durch den von der republikanischen Opposition dominierten Kongress steht jedoch aus.
Kuba errichtete seine Interessenvertretung in Washington 1917 und hat sie ebendort auch noch inne.
2017 klagten 21 Mitarbeiter der US-Botschaft in Kuba über später als Havanna-Syndrom bezeichnete Beschwerden, ausgelöst durch laute Töne im 7000-Hertz-Bereich. Betroffene klagten über Schwindel, Kopfschmerzen, Konzentrationsschwierigkeiten, Schlafstörungen und Tinnitus zwischen Dezember 2016 und August 2017. Wissenschaftler der University of Pennsylvania untersuchten die 21  Angestellten und veröffentlichten die Ergebnisse im Fachblatt Journal of the American Medical Association (JAMA). Danach ähneln die Symptome den Folgen einer Gehirnerschütterung. Das aufgezeichnete Tonspektrum lässt sich erzeugen durch Rückkopplungsklänge eines Ultraschallgerätes, die nicht einmal beabsichtigt sein müssen, ergaben Untersuchungen an der Universität von Michigan. Der damalige US-Präsident Trump reduzierte daraufhin das Botschaftspersonal drastisch. Der Konsulatsservice, der unter anderem die Visa-Vergabe regelt, wurde komplett eingestellt. Kubaner mussten daraufhin in ein Drittland, typischerweise Guyana reisen, um ein Visum zu beantragen. Beweise, dass die aufgetretenen Symptome irgendetwas mit einem staatlichen Akteur in Zusammenhang stehen könnten, wurden jedoch nie erbracht. Im Januar 2023 wurde unter der Präsidentschaft von Joe Biden der Visa-Service in Havanna wieder aufgenommen.

## Bauwerk
Die Planung und Bauausführung oblag dem New Yorker Architekturbüro Harrison & Abramovitz, das zuvor schon das CIA-Hauptquartier in Langley und 1948 das Botschaftsgebäude in Rio de Janeiro errichtet hatte. Die Konzeption geht auf Oscar Niemeyer zurück, der zusammen mit Le Corbusier zuvor bereits ähnliche Gebäude gezeichnet hatte. Es verkörpert im Stil der Moderne mit seiner Beton-Glas-Bauweise den damals vorherrschenden Brutalismus. Ein Modell dieses Botschaftsgebäudes wurde 1953 zusammen mit den zur gleichen Zeit entstandenen Vertretungen von Athen, Kopenhagen und Stockholm, sowie vielen anderen internationalen, als vorbildhaft empfundenen Bauwerken in einer Ausstellung im Museum of Modern Art gezeigt. Ebenfalls in der Ausstellung vertreten waren das Bremer Konsulatsgebäude sowie das Amerika Haus in Köln. Das Bauwerk wurde von Kuba selbst als problematisch empfunden, stand es doch für die geächtete, imperialistische Macht, die sich mit ihrer Architektur in ihrem modernistischen Stil als Fremdkörper zeigte.
Das etwa zehn Meter breite Haus steht im rechten Winkel zur Küstenlinie und ungefähr in der Nord-Süd-Achse. Diese Ausrichtung ermöglicht es, die meist in West-Ost-Richtung verlaufende Meeresbrise für die Gebäudeklimatisierung zu nutzen. Die blau-grünen Sonnenschutzfenster unterstützen die Sonnenabschirmung zusätzlich. Allerdings verzichtete man bei der Bauausführung auf Schatten spendende Gesimse, Sonnensegel oder ähnliches. Im Haus existiert eine Klimaanlage, ohne die ein längerer Aufenthalt nicht erträglich wäre.
Das Gebäude liegt um etwa einen Meter erhöht auf einer Terrasse, die zur Straße ursprünglich nur mit einer Rasenfläche abgegrenzt war. Heute befindet sich um die Terrasse herum ein mehrere Meter hoher Metallgitterzaun. Das mit Travertin verkleidete, helle Bauwerk gliedert sich in ein weitläufiges, mit zwei als Innenhöfen gestalteten Terrassen versehenem Erdgeschoss, in dem die Information, Visumsangelegenheiten und andere konsularische Tätigkeiten für die Öffentlichkeit untergebracht sind, und in einen breiten Riegel als Büroturm, in dem die diplomatische Vertretung mit ihrer Operationsbasis für die Regierung arbeitet. Im 5. Stock gibt es zum Meer hin einen „Botschafterbalkon“. Die Außenverkleidung kam aus Italien, das damit Reparationszahlungen für den Zweiten Weltkrieg leistete. Dahinter stand das mit jährlich 5,5 Millionen US-Dollar ausgestattete Foreign Buildings Operations program, das es den ehemaligen Kriegsteilnehmern ermöglichte, durch Sachleistungen ihren Debitorenstatus abzutragen.
1997 wurde das Haus umfassend energetisch saniert, was vor allem zur Klimaverbesserung im Innern beitragen sollte. Die ursprünglich zum Kippen vorgesehenen Fenster wurden durch Starrfenster mit höherer Wärmewiderstandsfähigkeit ausgetauscht. Die Gebäuderückseite erhielt mit einem neuen Bauteil eine neue Fahrstuhl- und Toilettenanlage.

## Botschafter
Aktueller Geschäftsträger der Botschaft ist seit 14. Juli 2022 Benjamin Ziff.